# Brachymeria atteviae
Brachymeria atteviae är en stekelart som beskrevs av Joseph, Narendran och Joy 1972. Brachymeria atteviae ingår i släktet Brachymeria och familjen bredlårsteklar. Inga underarter finns listade.